# Португальское цареубийство
Португальское цареубийство или Лиссабонское цареубийство — убийство 1 февраля 1908 год португальской королевской семьи на площади Лиссабонa террористами-республиканцами, недовольными политикой короля и общей обстановкой в стране. В результате инцидента погибли сам 44-летний король Карлуш I и его старший сын 20-летний герцог Луиш Филипе.

## Ход событий
Недовольство народа португальской монархией подогревалось уже давно, на протяжении предыдущих 2-3 десятилетий. Определённый вклад в этот процесс внесли Британский ультиматум 1890 года, рост популярности якобинских и республиканских идей среди народа, особенно в крупных городах. Отношениe к цареубийству в Португалии долгое время было крайне неоднозначным.
Террористы-республиканцы подкараулили королевский кортеж у Дворцовой площади, когда король Карлуш с женой и двумя сыновьями возвращались из Вилы-Висозы с отдыха в Лиссабон. Террористы были вооружены карабином (школьный учитель Мануэл Буиса) и пистолетом (конторский служащий Алфреду Луиш да Кошта). Убийцы подошли к открытой королевской карете почти вплотную, но королева Амелия Орлеанская сумела спасти своего раненого младшего сына Мануэла (1889—1932), громко крича и отбиваясь от нападавших большим букетом цветов. Король был ранен тремя пулями: одна попала в затылок, другая в плечо, третья в шею, причем последняя порвала сонную артерию, вызвав почти моментальную смерть. Наследный принц Луиш Филипе также был ранен тремя пулями в голову и грудь (скончался через 20 минут), но смог выстрелить из своего револьвера и ранить нападавших. Инфант Мануэл был ранен в челюсть и руку. Король был внесён в морской арсенал уже мёртвым.
Террористы были убиты на месте: Алфреду Луиш да Кошта затоптан толпой, а Мануэл Буиса зарублен офицером охраны. В суматохе был также убит охраной случайный прохожий Сабину Кошта, принятый за террориста.

## Последствия
Новым королём был провозглашён спасённый Мануэл II, однако он увлекался музыкой и искусством и его совершенно не интересовали политика и армия, поэтому уже в 1910 году в результате революции Королевство Португалия прекратило своё 771-летнее существование. На смену ему пришла Первая Португальская республика 1910—1926 годов.